# 武部宏
武部 宏（たけべ ひろし、1935年12月24日 - 2023年7月21日）は、ラジオパーソナリティ、司会者、プランツコーポレーション代表取締役会長であり、KBS京都の元アナウンサー。香川県立小豆島高等学校、神戸大学文学部卒業。宇治市に在住していた。既婚、1男2女あり。

## 人物
京都府中郡峰山町(今の京丹後市)生まれ。3人兄弟の末っ子。父親は税務署員で、3歳で神戸に引っ越し、鵯越小学校に通った。小学校2年生当時の1943年、戦争の激化をうけて父親の本籍地である小豆島に引っ越し、高校卒業までを小豆島で過ごした。中学、高校と演劇をしていて、主役で活躍。神戸大学に進学し、サンドイッチマン、スナックのバーテンダー（アルバイト）などを経て、1959年に京都放送へ入社。舞鶴放送局で約4年勤めた後、本社に異動。テレビ制作部長、ラジオ局次長、事業局長を歴任した。
1993年3月にKBS京都を退職した後、10月に事務所を開き独立。死去するまでタレント及び司会者の派遣、クラシックコンサートを中心としたイベントの企画運営を行っていた。
1987年より、KBSカルチャー「武部宏のことば塾」を開催。27年以上の実績があり、受講生は延べ2,000人以上。
既婚で、子供3人を育て、孫もいた。
自転車好きで、ほぼ毎日、電動自転車に乗っていた。嫌猫家。
2015年から、ミス平女コンテスト審査員。
2023年7月30日に自身がレギュラーパーソナリティを務めていたラジオ番組の番組冒頭において、既に死去していたことが発表された。87歳没。死因や死去した日時などの詳細はこの時点では明らかにされなかったが、放送から約1週間後の8月5日にプランツコーポレーションの公式Facebookで同年7月21日に死去していたことが明らかにされた。同番組への出演は同年7月9日の放送が最後で、7月16日・23日の2週分をパートナーが代理で担当した矢先の訃報であった。これに伴い当番組は武部の死去後も継続されることもなく10月の番組改編期を待たずに急遽打ち切りとなり、訃報が発表された7月30日の放送が事実上の最終回となった。メインパーソナリティの死去後もしばらく継続されずに打ち切りとなるケースは極めてまれで、翌週（8月6日）以降、当枠はラジオショッピングなどの穴埋め番組が編成されている。

## 出演番組
テレビ
- mitaテクノフォーラム（日曜18：15～18：30  KBS京都　1984年ごろ）

ラジオ
- 武部宏のおはようサンシャイン（月曜－木曜  KBS京都、1984年4月～1987年6月末）[1]
  - リスナーと農園をつくったり、愛宕山にハイキングに行ったり、琵琶湖一周サイクリングをしたり、特に「りんりんパーソナリティ」として自転車で放送しながら京都の街を歩いた。ギャラクシー賞奨励賞受賞
- 武部宏のさわやかラジオ日曜版（日曜  KBS京都）
- 武部宏の日曜とーく（日曜 7:00 - 8:00　KBS京都、1997年4月6日 - 2023年7月9日）

他
CM
武部宏のことば塾

## 著書
- アナウンサー武部宏と京の女たち（1974/12/1 白川書院）
- あるく奈良・大和路（1975 新声社）
- アナウンサー武部宏と京の女たち 続（1976/9 白川書院）
- 『ラジオは自転車サイズ : 武部宏のおはようサンシャイン』サンブライト出版、1986年10月20日。NDLJP:12275731。
- 武部宏の話すチカラ（2014/2/4 京都新聞出版センター）ISBN 9784763806734